# 1096
Il 1096 (MXCVI in numeri romani) è un anno bisestile dell'XI secolo.

## Eventi
- Pietro II Farnese diventa comandante della cavalleria pontificia.
- Nikita di Pečerska diventa Arcivescovo di Novogorod.
- Prima crociata
  - Spedizione di Pietro l'Eremita (marzo).
  - Spedizioni di Volkmar, Gottschalk e Emicho (Crociata dei tedeschi) (aprile).
  - Pogrom renani, compiuti dai crociati a Spira, Colonia e Magonza.
  - Pietro l'Eremita arriva a Costantinopoli (1º agosto).
  - I crociati "popolari" (cioè non inseriti in forze armate regolari) vengono massacrati dai musulmani a Civetot, una località dell'Anatolia nei pressi di Nicea (ottobre).

## Nati
- 15 gennaio - Teodora Comnena, nobile bizantina
- 12 marzo - Canuto Lavard, duca danese († 1131)
- 9 aprile - Al-Muqtafi, califfo († 1160)
- 31 dicembre - Al-Amir bi-ahkam Allah, imam arabo († 1130)
- Ermengol VI di Urgell, conte († 1154)
- Stefano d'Inghilterra, re († 1154)
- Wang Ximeng, pittore cinese († 1119)
- Ugo di Fouilloy, teologo francese

## Morti
- 2 gennaio - Guglielmo di Saint-Calais, monaco cristiano e vescovo francese
- 11 gennaio - Adelaide II di Quedlinburg, badessa tedesca (n. 1045)
- 1º aprile - Enghelberto I d'Istria, nobile tedesco
- 5 giugno - Roberto I di Loritello, condottiero normanno
- 6 settembre - Izjaslav I di Murom, principe russo (n. 1077)
- 11 novembre - Werner II d'Asburgo, conte austriaco
- Argillano d'Ascoli, condottiero italiano
- Costantino Ducas, sovrano bizantino (n. 1074)
- Enrico III di Lussemburgo, conte
- Fariburz I, principe persiano
- Gautier Sans-Avoir, nobile francese
- Michele Psello, filosofo, scrittore e politico bizantino (n. 1018)
- Roberto II d'Alvernia, conte

## Calendario
| Calendario 1096 | Calendario 1096 | Calendario 1096 | Calendario 1096 | Calendario 1096 | Calendario 1096 | Calendario 1096 | Calendario 1096 | Calendario 1096 | Calendario 1096 | Calendario 1096 | Calendario 1096 | Calendario 1096 | Calendario 1096 | Calendario 1096 | Calendario 1096 | Calendario 1096 | Calendario 1096 | Calendario 1096 | Calendario 1096 | Calendario 1096 | Calendario 1096 | Calendario 1096 | Calendario 1096 | Calendario 1096 | Calendario 1096 | Calendario 1096 | Calendario 1096 | Calendario 1096 | Calendario 1096 | Calendario 1096 | Calendario 1096 | Calendario 1096 |
| --------------- | --------------- | --------------- | --------------- | --------------- | --------------- | --------------- | --------------- | --------------- | --------------- | --------------- | --------------- | --------------- | --------------- | --------------- | --------------- | --------------- | --------------- | --------------- | --------------- | --------------- | --------------- | --------------- | --------------- | --------------- | --------------- | --------------- | --------------- | --------------- | --------------- | --------------- | --------------- | --------------- |
|                 | 1               | 2               | 3               | 4               | 5               | 6               | 7               | 8               | 9               | 10              | 11              | 12              | 13              | 14              | 15              | 16              | 17              | 18              | 19              | 20              | 21              | 22              | 23              | 24              | 25              | 26              | 27              | 28              | 29              | 30              | 31              |                 |
| Gennaio         | Ma              | Me              | Gi              | Ve              | Sa              | Do              | Lu              | Ma              | Me              | Gi              | Ve              | Sa              | Do              | Lu              | Ma              | Me              | Gi              | Ve              | Sa              | Do              | Lu              | Ma              | Me              | Gi              | Ve              | Sa              | Do              | Lu              | Ma              | Me              | Gi              |                 |
| Febbraio        | Ve              | Sa              | Do              | Lu              | Ma              | Me              | Gi              | Ve              | Sa              | Do              | Lu              | Ma              | Me              | Gi              | Ve              | Sa              | Do              | Lu              | Ma              | Me              | Gi              | Ve              | Sa              | Do              | Lu              | Ma              | Me              | Gi              | Ve              |                 |                 |                 |
| Marzo           | Sa              | Do              | Lu              | Ma              | Me              | Gi              | Ve              | Sa              | Do              | Lu              | Ma              | Me              | Gi              | Ve              | Sa              | Do              | Lu              | Ma              | Me              | Gi              | Ve              | Sa              | Do              | Lu              | Ma              | Me              | Gi              | Ve              | Sa              | Do              | Lu              |                 |
| Aprile          | Ma              | Me              | Gi              | Ve              | Sa              | Do              | Lu              | Ma              | Me              | Gi              | Ve              | Sa              | Do              | Lu              | Ma              | Me              | Gi              | Ve              | Sa              | Do              | Lu              | Ma              | Me              | Gi              | Ve              | Sa              | Do              | Lu              | Ma              | Me              |                 |                 |
| Maggio          | Gi              | Ve              | Sa              | Do              | Lu              | Ma              | Me              | Gi              | Ve              | Sa              | Do              | Lu              | Ma              | Me              | Gi              | Ve              | Sa              | Do              | Lu              | Ma              | Me              | Gi              | Ve              | Sa              | Do              | Lu              | Ma              | Me              | Gi              | Ve              | Sa              |                 |
| Giugno          | Do              | Lu              | Ma              | Me              | Gi              | Ve              | Sa              | Do              | Lu              | Ma              | Me              | Gi              | Ve              | Sa              | Do              | Lu              | Ma              | Me              | Gi              | Ve              | Sa              | Do              | Lu              | Ma              | Me              | Gi              | Ve              | Sa              | Do              | Lu              |                 |                 |
| Luglio          | Ma              | Me              | Gi              | Ve              | Sa              | Do              | Lu              | Ma              | Me              | Gi              | Ve              | Sa              | Do              | Lu              | Ma              | Me              | Gi              | Ve              | Sa              | Do              | Lu              | Ma              | Me              | Gi              | Ve              | Sa              | Do              | Lu              | Ma              | Me              | Gi              |                 |
| Agosto          | Ve              | Sa              | Do              | Lu              | Ma              | Me              | Gi              | Ve              | Sa              | Do              | Lu              | Ma              | Me              | Gi              | Ve              | Sa              | Do              | Lu              | Ma              | Me              | Gi              | Ve              | Sa              | Do              | Lu              | Ma              | Me              | Gi              | Ve              | Sa              | Do              |                 |
| Settembre       | Lu              | Ma              | Me              | Gi              | Ve              | Sa              | Do              | Lu              | Ma              | Me              | Gi              | Ve              | Sa              | Do              | Lu              | Ma              | Me              | Gi              | Ve              | Sa              | Do              | Lu              | Ma              | Me              | Gi              | Ve              | Sa              | Do              | Lu              | Ma              |                 |                 |
| Ottobre         | Me              | Gi              | Ve              | Sa              | Do              | Lu              | Ma              | Me              | Gi              | Ve              | Sa              | Do              | Lu              | Ma              | Me              | Gi              | Ve              | Sa              | Do              | Lu              | Ma              | Me              | Gi              | Ve              | Sa              | Do              | Lu              | Ma              | Me              | Gi              | Ve              |                 |
| Novembre        | Sa              | Do              | Lu              | Ma              | Me              | Gi              | Ve              | Sa              | Do              | Lu              | Ma              | Me              | Gi              | Ve              | Sa              | Do              | Lu              | Ma              | Me              | Gi              | Ve              | Sa              | Do              | Lu              | Ma              | Me              | Gi              | Ve              | Sa              | Do              |                 |                 |
| Dicembre        | Lu              | Ma              | Me              | Gi              | Ve              | Sa              | Do              | Lu              | Ma              | Me              | Gi              | Ve              | Sa              | Do              | Lu              | Ma              | Me              | Gi              | Ve              | Sa              | Do              | Lu              | Ma              | Me              | Gi              | Ve              | Sa              | Do              | Lu              | Ma              | Me              |                 |